# 孫昂 (正德進士)
孫昂（1479年—1553年），字一鶴，號九皋，山東昌邑縣（今昌邑市）人，明朝政治人物，正德辛巳進士，累官四川僉事。

## 生平
正德二年（1507年）丁卯科山東鄉試第四十七名舉人，正德十六年（1521年），登辛巳科會試二百十六名，三甲第四十名進士。初官山西翼城縣知縣，因丁憂去職。服闕，嘉靖五年（1526年）補武進縣。擢禮部主客司主事。累遷禮部主客司員外郎，以疾歸。後來補禮部祠祭員外郎。出爲四川僉事，整飭敘瀘兵備。五十七歲時致仕。卒年七十五。

## 墓葬
孫昂葬於邑南祖塋，在今辛二村西，墓誌已出土，上盖镌“明奉议大夫四川按察司佥事孙公之墓”。现存昌邑市博物馆。

## 家族
曾祖父孫祥，封兵部主事贈都察院左副都御史；祖父孫漢，承事郎；父親孫植。母王氏。慈侍下。